# Meloe violaceus
Pour les articles homonymes, voir Méloé.
Espèce
Meloe violaceus, le méloé violet, comme les autres méloés, est une espèce d'insectes coléoptères parasite d'hyménoptères.

## Description
La femelle mesure 30 mm et se reconnaît à son abdomen hypertrophié. Le mâle est plus petit (10 mm).
Méloé violet femelle dans un sous-bois

## Développement larvaire
Sa larve connaît six stades de développement, ce qui est beaucoup pour un insecte (on parle alors d'hypermétamorphose larvaire) :
- la première larve (ou larve primitive) est appelée « triongulin ». Bien que ne s'alimentant pas, elle est très mobile, en circulant pour trouver un hôte hyménoptère. Pour ce faire, elle est munie de pattes (qui disparaîtront ensuite) munies de trois grosses griffes plates (d'où son nom) lui permettant d'escalader les végétaux (fleurs composées où elle attendra son hyménoptère). Elle se sert aussi de ses mandibules et de sa papille anale pour se déplacer.

Ses yeux sont peu développés (une seule paire de lentilles). Son abdomen se termine par deux pièces filamenteuses.
Elle respire au moyen de stigmates respiratoires alignés en double rangée sur les huit premiers segments abdominaux et le métathorax.
Les stigmates sont bien plus gros sur le premier segment abdominal qui est pourtant plus court (fonction olfactive ?). Chaque stigmate est recouvert d'une plaque filtrante finement perforée.
- La seconde larve parasite le nid de son hyménoptère. Durant ses deux premiers stades, la larve ressemble à celle du carabe.
- Aux 3e et 4e stades, elle prend la forme d'une larve de hanneton (forme mélonthoïde). Au 3e stade, elle se nourrit de miel, au 4e stade elle devient migrante et carnivore.
- Au 5e stade, elle s'enfouit dans le sol et devient immobile en se contractant pour devenir une prénymphe. Le sixième stade est celui de la nymphe proprement dite. C'est elle qui donnera l'adulte.

## Habitat
Cet insecte vit dans les prairies fleuries, les chemins forestiers et à la lisière des forêts. On le trouve également dans les sous-bois clairs. Les femelles sont en particulier visibles d'avril à juillet, sur le sol. À cette période, elles creusent des trous pour y pondre leurs œufs.

## Défense
Si cet insecte se sent menacé, il émet par la bouche un liquide rouge ressemblant à du sang (saignée réflexe) et toxique car riche en cantharidine, technique de défense qu'il partage avec le coléoptère crache-sang.

## Statut
Espèce considérée comme menacée, et à ce titre protégée en Belgique.